# Idöborg

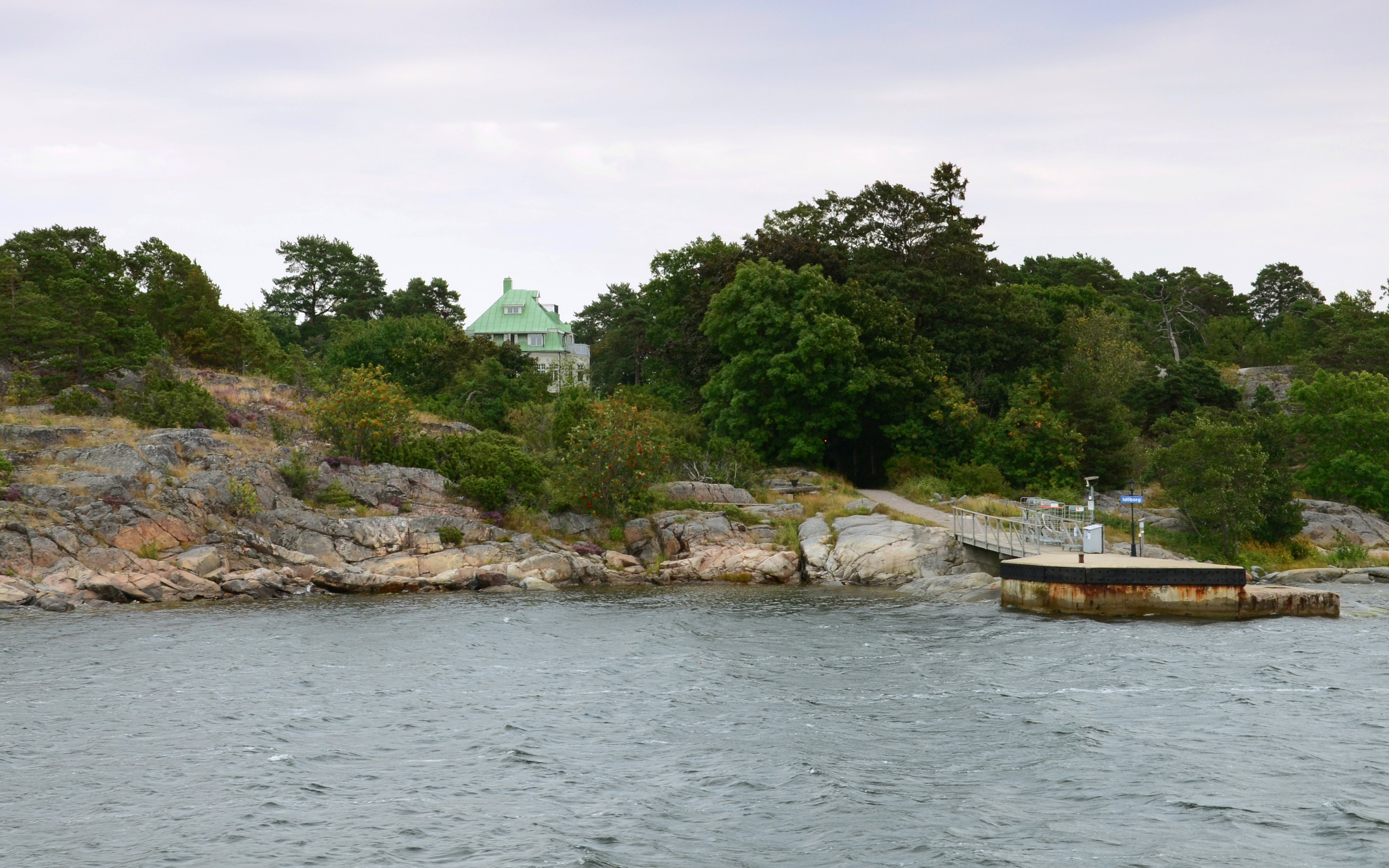
Gustav Potts villa på Idöborg.

Idöborg är en ö i Stockholms skärgård som ligger i Nämdö socken och Värmdö kommun. Idöborg ligger invid Nämdös nordöstra hörn vid Nämdö böte, söder om Idön och norr om Boskapsön. Waxholmsbolagets båtar från Stavsnäs och Saltsjöbaden angör Idöborgs brygga. Öns storlek är 0,07 km².

## Historia
Skofabrikören Gustav Pott köpte 1906 Östanviks gård på Nämdö, Idöborg och omkringliggande skärgård. Den gamla gården på Östanvik övergav han, istället lät han uppföra en praktfull villa i jugendvitt och grönt, med svängda takfall och burspråk, på den lilla Hästön. Villan döpte Pott till Idöborg, ett namn som sedermera givit namn till hela ön. Det äldre namnet lever kvar i Hästösundet, vilket skiljer Idöborg från Boskapsön. Pott var en passionerad jägare men avskydde att vara till sjöss, därför tvingades torparfamiljen Sandström på Rågskär att göra dryga dagsverken och konstruera ett 2,5 kilometer långt brosystem mellan öarna i hans skärgård, från Idöborg, via Idön, Kovilorna, Långskär och Kalvholmen till Rågskär samt mellan öarna vid Braka och i norra Skoboraden. Pott sålde 1927 större delen av sin skärgård till Torsten Kreuger som då redan ägde Bullerön. Endast Boskapsön blev kvar i familjen Potts ägo och där bodde under många år Gustav Pott Jr.
Torsten Kreugers son Sten drev under 1970-talet och fram till 1985 varvsverksamhet på Idöborg där han byggde taxibåtar, fiskebåtar och trimaraner. Han sålde ön till sin före detta hustru, Anette Kreuger, som idag driver en kursgård i Potts gamla grosshandlarvilla.

## Idön
Norr om Idöborg, på andra sidan Idösundet, ligger Idön. Förleden Id- är vanlig i skärgården och kan antingen syfta på bestånd av idegran eller på bra vikar för fångst av id, en fisk som tidigare räknades som en av de matnyttigare. Idön är större än Idöborg och har historiskt varit mer värdefull med åtminstone fyra mindre ängar. Ortnamnsregistret namnger dessa som Gubbängen i norr, Mågängen i väster samt Öster- och Söderängen. På sydöstra sidan av ön finns en plats som benämns Stora skåren, namngett efter ett jaktvärn (som kallas "skåre" i skärgårdsdialekten) av sten och ris som användes vid sjöfågelskytte. Öster om Idön och i sundet mot Långskär ligger två små skär som benämns Stora och Lilla Kovilan, en namntyp som minner om kornas simning mellan öar. På Kovilorna finns tydliga lämningar av fundament efter Potts brokonstruktioner.